# グローヴデイル・カレッジ
グローヴデイル・カレッジ (Grovedale College) は、オーストラリアのビクトリア州ジーロング市のグローヴデイル地区にある公立中等学校。7-12年生を対象にしたの共学校である。広島国際学院高等学校の姉妹校であり交換留学を行っている。

## 学生服
女子学生
- 青いチェックのスカート（夏）
- ネービーキルトと青いシャツ（冬）
- 紺色のセータ（下級生）または赤いセータ（上級生）
- 白い靴下
- 黒い靴

アクセサリー（ピアス、ネックレス、ブレスレット、リング）の着用は許されている。
男子学生
- 青いシャツ
- 黒いズボン
- 黒いショーツ
- ネービーセータ（下級生）
- 赤いセータ（上級生）
- 白い靴下
- 黒い靴

## 外国語教育
- 日本語
- インドネシア語

## 教育プログラム
- ノートパソコンプログラム
- 年度授賞式
- 演奏
- 表彰式
- ディベートチーム
- 馬術チーム
- キャンプ
- 舞台芸術
- ライフセービング
- 日本の姉妹校

## スポーツプログラム
- サッカー
- クリケット
- サーフィング
- バレーボール
- 水泳

## 特別施設
- 学校図書館
- 上級学年用勉強センター
- キャリアアドバイスセンター
- 舞台芸術センター
- ギムナジウム（大学進学準備コース）
- コンピューター室
- メディアと音楽のコンピューター施設
- テクノロジーエリア
- ろう者向け施設